# Nicolas Seiwald
Nicolas Seiwald, född 4 maj 2001 i Kuchl, är en österrikisk fotbollsspelare som spelar för RB Leipzig och Österrikes herrlandslag i fotboll, där han är med i truppen vid fotbolls-EM 2024.